# Кшешувське абатство
50°43′56″ пн. ш. 16°04′09″ сх. д. / 50.73229° пн. ш. 16.06919° сх. д.
Кшешувське абатство, раніше відоме як Грюссауське абатство (пол. Klasztor w Krzeszowie, нім. Kloster Grüssau) — історичний монастир цистерціанців у м. Грюссау, Нижня Сілезія, після 1945 р. Кшешув, Польща. Назва абатства стосується будинку ордена бенедиктинців у місті Баден-Вюртемберзі, де знайшла притулок німецька громада Грюссау (Кшешув) після захоплення Польщею їх «Клостер Грюссау».
Клостер Грюссау (абатство), фонд бенедиктинців 1242 року, з 1289 по 1810 рік знаходився під керівництвом цистерціанців, доки його не секуляризувала прусська держава. З 1919 року Клостером Грюссау знову керували бенедиктинці, вигнанці з Праги. Нове місце у післявоєнній Західній Німеччині називали абатством Грюссау або Грюссау-Вімпфен. Місце абатства у місті Кшешув, Польща, тоді стало відомим як Кшешувське абатство.
Кшешувське абатство є однією із офіційних національних історичних пам'яток Польщі.

## Історія
8 травня 1242 року монастир у Грюссау в Нижній Сілезії заснувала Анна Богемська, вдова герцога Генрика II Побожного, який загинув у битві при Легниці. У 1289 р. онук Анни Свідниці герцог Болко I знову придбав землі абатства і передав їх цистерціанцям у Генріхау (Генрікув), які освятили нову церкву Успіння Марії в 1292 р. У 1392 р. Сілезьке герцогство Швейдніц було включено до складу Богемського королівства.

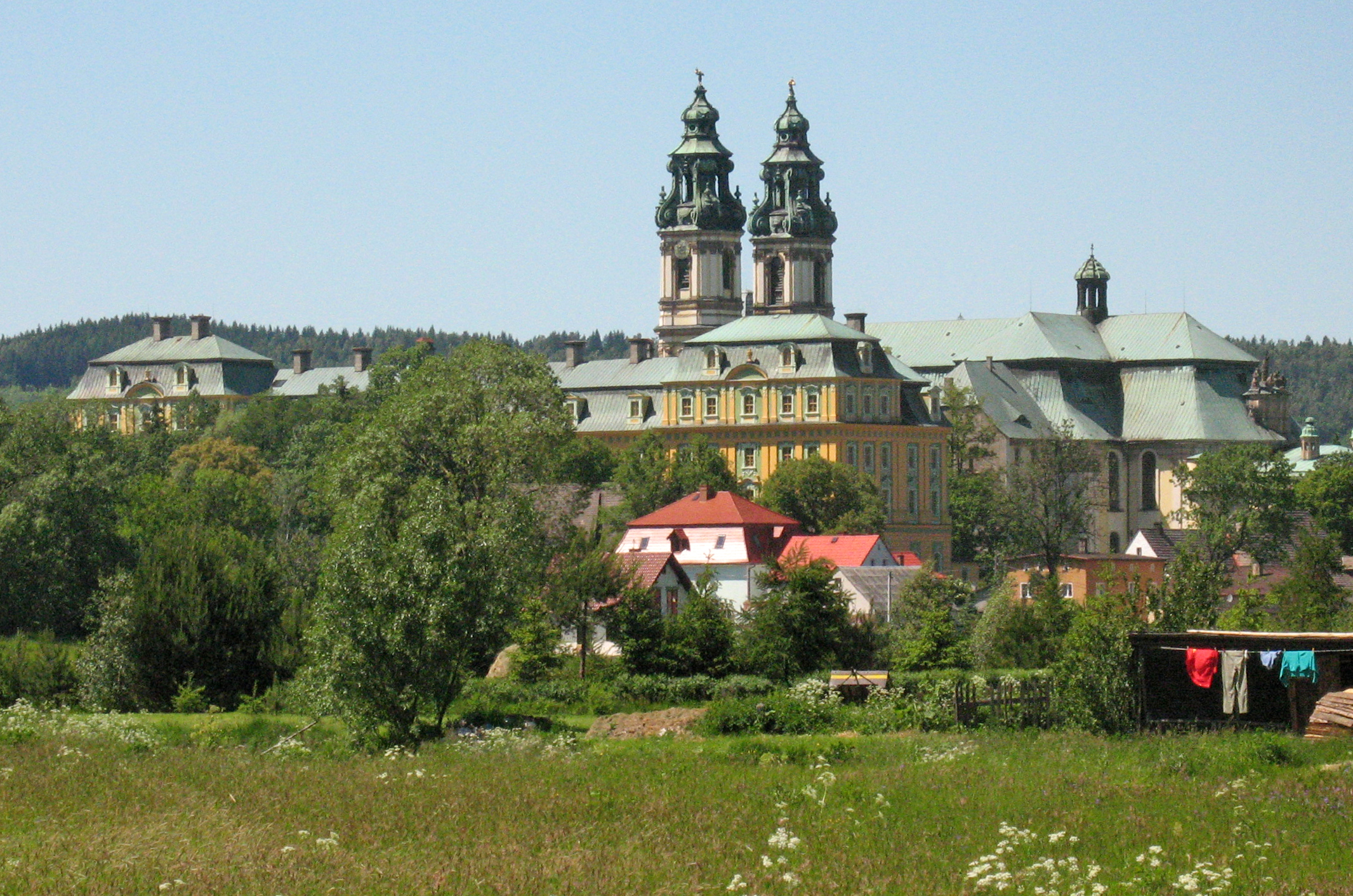
Абатство Кшешув

Абатство Грюссау було зруйноване під час гуситських воєн і під час Тридцятилітньої війни, і в обох випадках відбудовано. З 1728 року церква абатства була перебудована в стилі бароко, додала кілька скульптур Фердинанда Брокоффа, картини Петра Брандла та Майкла Вілмана. З більшою частиною Сілезії, Грюссау був завойований прусським королем Фрідріхом II у 1742 р. під час наполеонівських війн. Церква стала парафіяльною, а решта приміщень використовувались для різних державних цілей в межах Прусської провінції Сілезія.
Коли після Першої світової війни німецькі ченці празького абатства Емаус у Чехословаччині були змушені покинути місто, вони переселились у 1919 році в порожні монастирські будівлі в Грюссау, що в той час був частиною Веймарської Німеччини. Папа Пій XI у 1924 році його знову підняв до абатства, однак монастир у 1940 році був призупинений нацистським урядом, а будівлі захоплені під табір. 
Територія була підпорядкована польській адміністрації згідно з Потсдамською угодою 1945 року. Монастир був повернутий ченцям після закінчення Другої світової війни, як етнічні німці польським урядом вони були вислані з Сілезії 12 травня 1946 року. У 1946 р. Таємничий конвой завантажив тисячі рукописів — автографи Моцарта, Бетховена, Баха та інших композиторів — і зник. У 1965 р. у Східній Німеччині було відновлено кілька томів, що залишилася колекція Берлінки в Краківському Ягеллонському університеті та її статус «розграбованого мистецтва» досі залишаються предметом суперечок.
У 1947 році абатство Кшешув було переселено польськими монахинями-бенедиктинками, висланими зі Львова (Львова).

### Баден-Вюртемберг

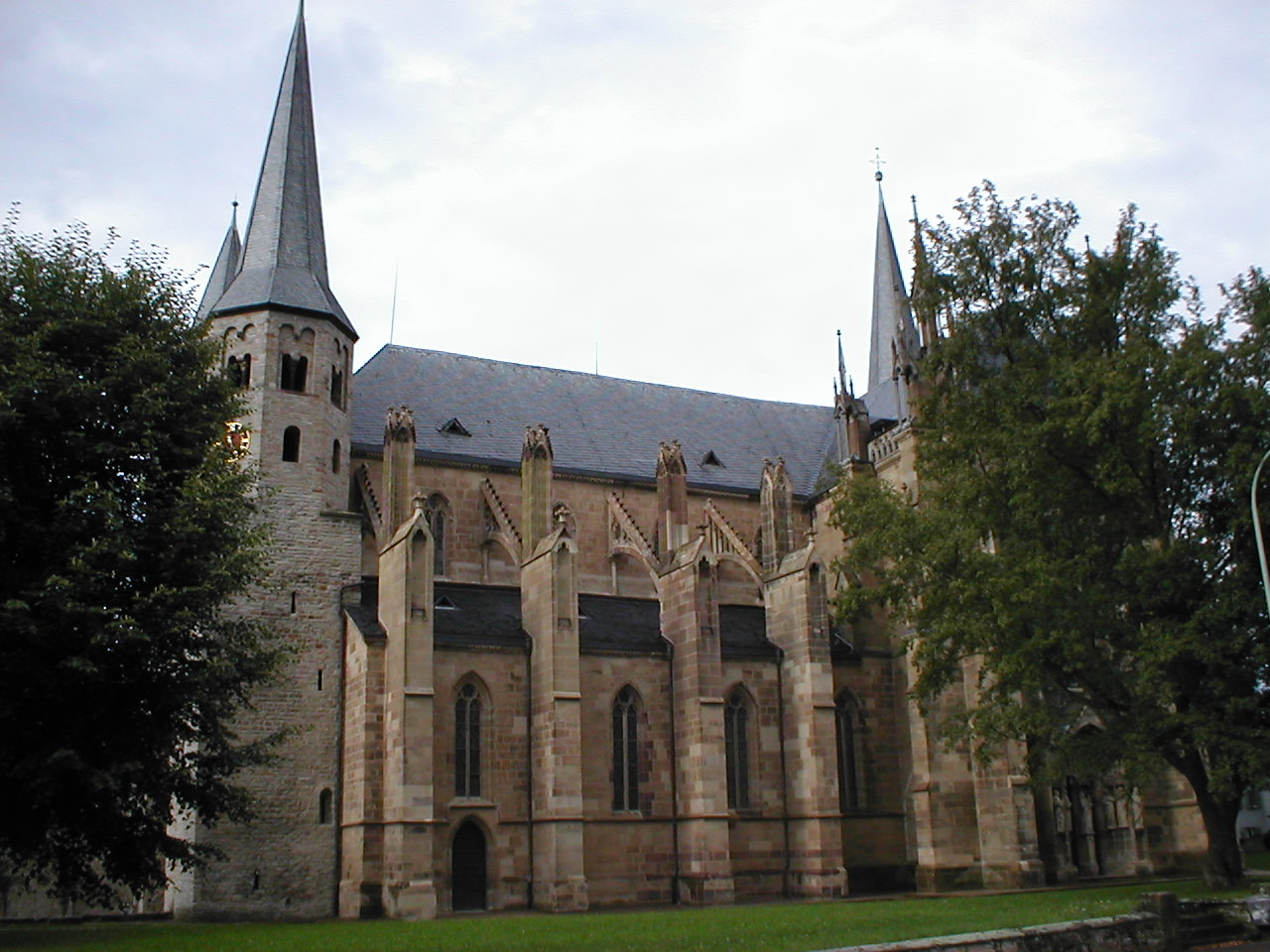
Церква абатства Святого Петра

У 1947 р. Вигнана громада абата Альберта Шмітта придбала колегіальний фундамент навколо готичної монастирської церкви Святого Петра в Бад-Вімпфені, яка була покинута після її секуляризації в 1803 р., І стала відомою як Клостер Бад Вімпфен. Останній абат Лаврентій Хогейзел подав у відставку в 1997 році. Оскільки членство громади занепало настільки, щоб вона могла бути юридично незалежною, з 2001 року її керував абат абатства Нойбург біля Гайдельберга.
До осені 2006 року не залишилося жодного ченця, останній переїхав до Нойбурга, хоча Клостер Бад Вімпфен все ще залишається номінально бенедиктинським монастирем і все ще є членом конгрегації Бевронів в рамках Конфедерації бенедиктинців. Невелика громада підтримує приміщення як бенедиктинський гостьовий будинок та місце для реколекцій під керівництвом абатства Нойбург.
 